# Iacopo Alighieri
Iacopo Alighieri (Florència, aprox. 1290 — Florència, 1348) va ser un poeta italià, fill de Dante Alighieri.
Va seguir el seu pare a l'exili de Florència i va viure a Ravenna. Quan el seu pare va morir va enviar enviar una còpia de la Divina Comèdia a Guiu II Polentani, el governador de la ciutat. El 1325 va tornar a Florència on va poder fer-se càrrec dels assumptes familiars i finalment va esdevenir canonge a Verona.
Va ser un dels primers estudiosos de la Divina Comèdia, va publicar-ne el primer resum, en tercets i un dels primers comentaris sobre l'Infern (Commento). També va publicar el poema enciclopèdic Dottrinale (~1341) un heptasíl·lab de 60 capítols que tracta diversos temes des de l'astronomia, l'astrologia, la religió o la societat.